# Kanialuk szary
Kanialuk szary, cykadojad szary (Ictinia plumbea) – gatunek ptaka z rodziny jastrzębiowatych (Accipitridae), zamieszkujący Amerykę. Monotypowy (nie wyróżnia się podgatunków).

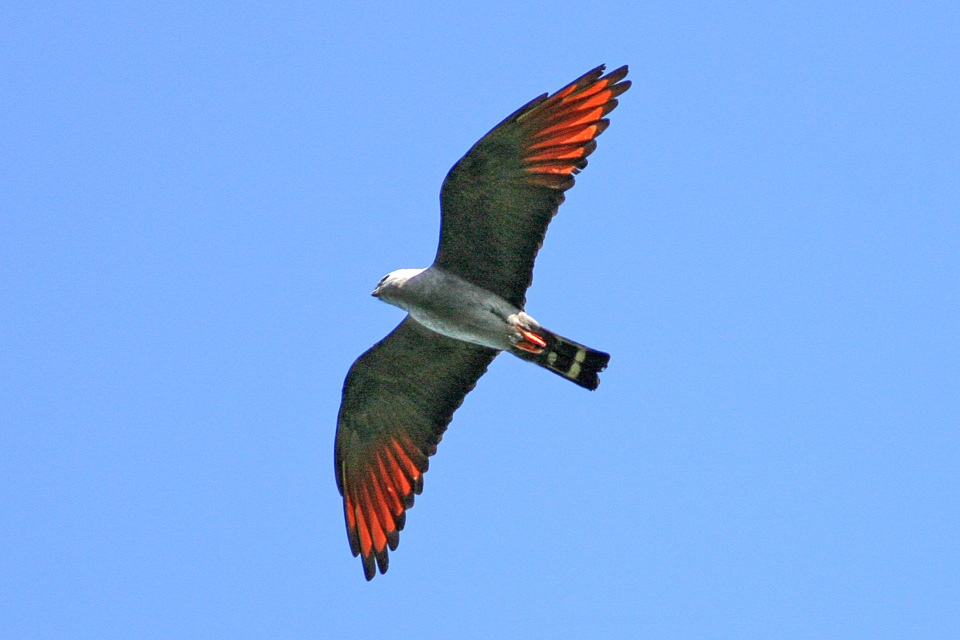
Kanialuk szary w locie

WyglądDługość ciała 36 cm. Prawie cały ciemnoszary, z rdzawą plamą u nasady lotek I rzędu i 2 lub 3 wąskimi białymi, mało widocznymi paskami u nasady ogona.
Zasięg, środowiskoOd północno-wschodniego Meksyku po północną Argentynę. Populacje z Meksyku, Ameryki Centralnej oraz z południowej części zasięgu są wędrowne. Pospolity w tropikach i subtropikach w różnorodnych środowiskach, od lasów po otwarte lub zadrzewione tereny.
ZachowanieCzatuje na suchych gałęziach, na szczytach drzew. Często spotykany w grupach, podczas wędrówek czasami w dużych stadach. Chwyta owady i inne drobne zwierzęta w powietrzu lub w koronach drzew.
RozródGniazdo jest małą, ale solidną platformą w kształcie miseczki, zbudowaną z patyków i wyłożoną liśćmi; jest umieszczone w środkowej lub górnej części drzewa – w rozwidleniu pnia bądź gałęzi. To samo gniazdo może być wykorzystywane przez ptaki w kolejnych latach. W lęgu zwykle 1 jajo, czasem 2, głównie na krańcach zasięgu występowania. Jaja są białe lub niebieskawobiałe, zwykle bez wzorów, sporadycznie są na nich blade brązowawe plamki. Oboje rodzice uczestniczą w budowie gniazda, inkubacji i karmieniu piskląt. Okres inkubacji w dwóch gniazdach w Gwatemali wynosił 31 i 32 dni, a 4 pisklęta opuściły gniazdo po 38,5 dniach od wyklucia. W Argentynie w jednym zbadanym gnieździe okres inkubacji wyniósł 32 dni, a okres do opuszczenia gniazda – 36 dni.
StatusMiędzynarodowa Unia Ochrony Przyrody (IUCN) uznaje kanialuka szarego za gatunek najmniejszej troski (LC – least concern) nieprzerwanie od 1988 roku. W 2008 roku liczebność światowej populacji szacowano na 0,5–5 milionów osobników. Trend liczebności populacji uznaje się za spadkowy.